# Abdoulaye Seye
Abdoulaye Seye (født 30. juli 1934 i Saint-Louis i Senegal, død 13. oktober 2011 i Thiès i Senegal) var en senegalesisk kortdistanceløber, og den første senegaleser til nogensinde at vinde en OL-medalje.
Han deltog for Frankrig i Sommer-OL i 1960 i Rom i Italien i 200-meter-løbet, hvor han vandt en bronzemedalje. Selvom Senegal fik deres uafhængighed fra Frankrig to måneder før de Olympiske Lege, så deltog landet først ved sit første Sommer-OL i 1964 i Tokyo.
Seye vandt også en guldmedalje ved 100-meter-løbet under Middelhavslegene i 1959 i Beirut.